# Novalena bipartita
Novalena bipartita là một loài nhện trong họ Agelenidae.
Loài này thuộc chi Novalena. Novalena bipartita được Otto Kraus miêu tả năm 1955.